# Лохри
Лохри — традиционный зимний праздник у догров и пенджабцев, отмечаемый в Северной Индии. Праздник знаменует окончание зимы и увеличение длины светового дня.
Празднуется за день до Макара-санкранти, дата определяется по индуистскому солнечному календарю. Обычно приходится на середину января.
Является официальным праздничным днём в штатах Пенджаб, Джамму и Химачал-Прадеш. Он отмечается также сикхами и индуистами в Дели, Харьяне, пакистанском Пенджабе, Фейсалабаде и Лахоре.
Лохри упоминается европейскими посетителями дарбара Лахора Махараджи Ранджита Сингха, такими как Уэйд, который посетил Махараджу в 1832 году. Капитан Макесон описал, как Махараджа Ранджит Сингх раздавал костюмы и большие суммы денег в качестве подарков в день Лохри в 1836 году. В 1844 году описано празднование Лохри с созданием огромного костра в королевском дворе ночью.
Центральной темой многих песен праздника Лохри является легенда о Дулле Бхатти (Рай Абдулла Бхатти), чей отец был заминдаром, который жил в Пенджабе во время правления императора Великих Моголов Акбара. Он считался героем в Пенджабе за спасение пенджабских девушек от насильственного увоза для продажи на рабском рынке Ближнего Востока. Среди тех, кого он спас, были две девочки Сундри и Мундри, которые стали темой пенджабского фольклора. В рамках празднования Лохри дети ходят по домам, распевая традиционные народные песни Лохри, включающие имя «Дулла Бхатти». Один человек поёт, а другие заканчивают каждую строку громким «Хо!», спетым в унисон. После того, как песня заканчивается, взрослый домочадец должен дать угощение и деньги поющей труппе молодежи.
Праздник отмечается зажиганием костров, поеданием праздничной еды, танцами и сбором подарков. В домах, где недавно была свадьба или рождение ребенка, празднование Лохри достигает более широкого размаха. Пение и танцы являются неотъемлемой частью празднования. Люди надевают свои самые яркие одежды и приходят танцевать бхангру и гидду под ритм дхола.
В Пенджабе атрибутом праздничного стола являются дары нового урожая: жареная кукуруза, продукты из сахарного тростника (гурх и гачак), орехи, редис, листовая горчица. Также традиционно едят til rice, который готовят путем смешивания джаггери, семян кунжута и воздушного риса.